# اسپانیایی کاستیل
اسپانیایی کاستیل (به انگلیسی: Castilian Spanish) اصطلاحیست برای گویش زبان اسپانیایی که در بخش شمالی و مرکز اسپانیا رواج دارد و زبان استاندارد رادیو و تلویزیون این کشور است.